# Glanum
Glanum je archeologické naleziště ve Francii v Provence na jižním okraji města Saint-Rémy-de-Provence v departementu Bouches-du-Rhône. Bylo osídleno Ligury, Kelty a v době helénské a římské.

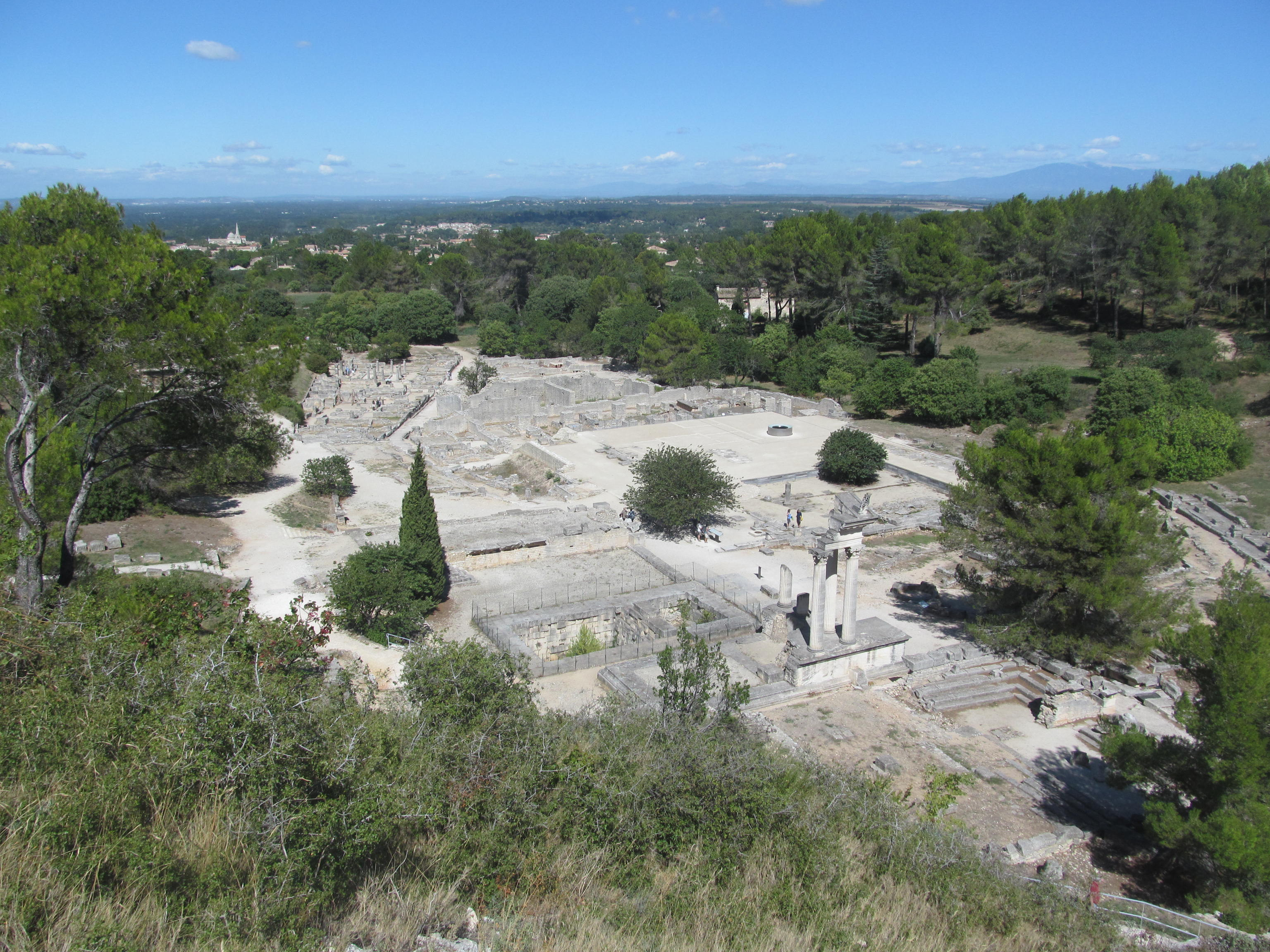
Celkový pohled na areál

## Historie

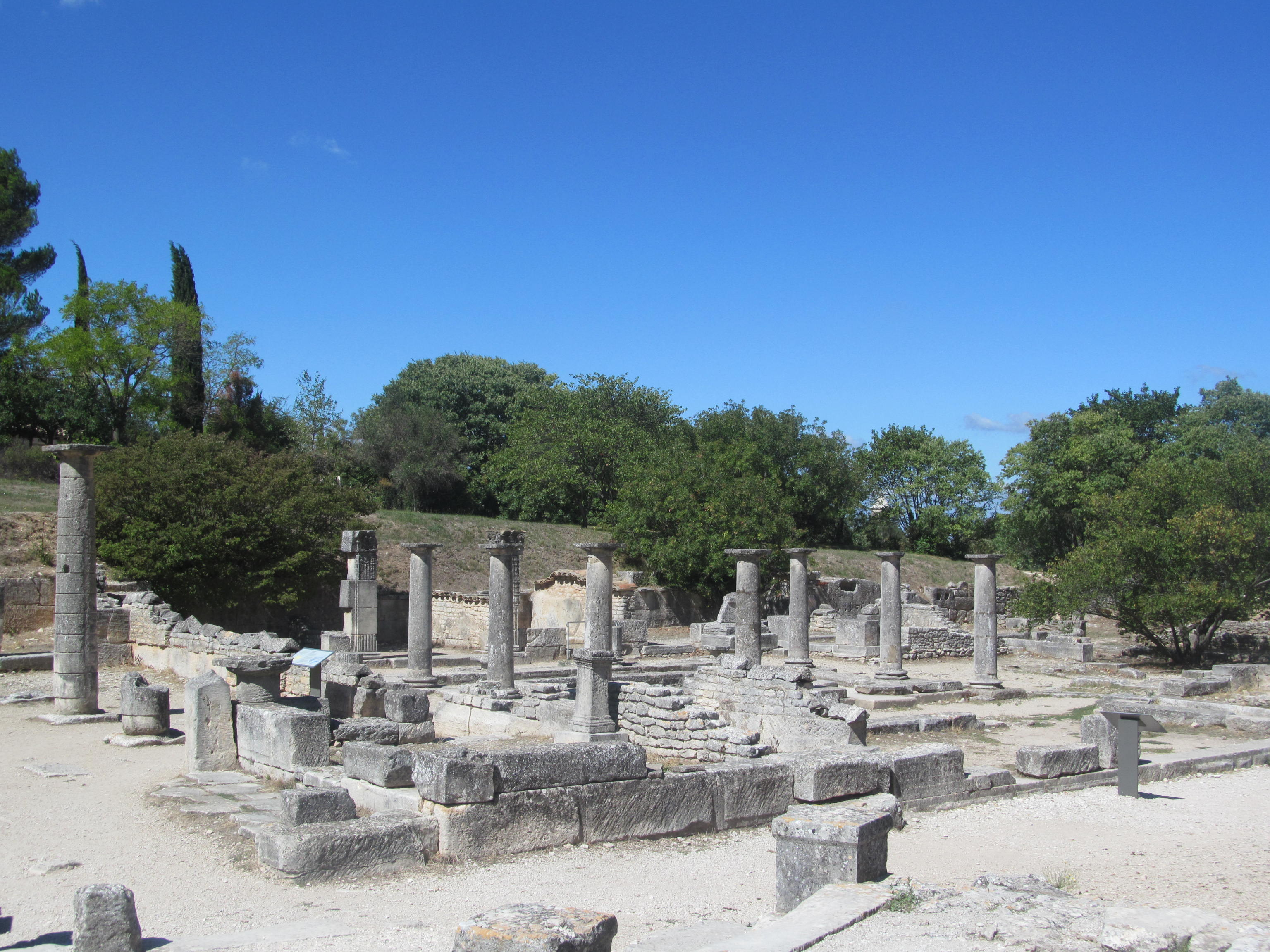
Helénský dům s antovými sloupy

V 6. století př. n. l. založili Keltové na kopci Mont Gaussier opevněné oppidum. Střežilo přechod přes pohoří Alpilles, na jehož úpatí se nacházelo. Ve 3. století př. n. l. zde Řekové zřídili obchodní centrum a pojmenovali ho Glanum. Vzniklo zde specifické spojení keltské a helénské kultury. Ambiciózní Glanum, jehož obyvatele nazývaly soudobé prameny Salluviové, se ve 2. stol. př. n. l. dostalo do dlouhodobých sporů s řeckou kolonií Massalia na území dnešního Marseille. Řekové požádali o pomoc Římany. V roce 125 př. n. l. Salluvie porazil konzul Marcus Fulvius Flaccus a o rok později C. Sextius Calvinus. Většina helénských staveb byla zničena. Saluviové však město rychle obnovili. V té době kupodivu prožívalo město prosperitu v důsledku proslulosti svých hlavních dvou atrakcí: chrámu keltského boha Glanise a pramene, kterému se připisovaly zázračné účinky. Glanum dokonce razilo vlastní stříbrné mince. V prvním desetiletí 1. stol. př. n. l. Salluviové proti Římanům povstali, konzul Caecilius je však porazil. Tato porážka měla pro Glanum horší následky. Město definitivně ztratilo nezávislost a bylo postupně romanizováno, zejména poté, co Julius Caesar v roce 49 př. n. l. dobyl Marseille. V roce 27 př. n. l. vytvořil generál Octavian z Provence provincii Narbonensis, Glanum dostalo jméno Oppidum Latinum. Vedoucí společenská vrstva ve městě získala všechna občanská a politická práva římských občanů. V průběhu dalších let nezískalo Glanum tak významné postavení jako Avignon, Arles nebo Cavaillon, zejména proto, že neleželo na hlavní obchodní tepně Via Domitia. Přesto mělo město dostatek finančních prostředků, aby mohlo kolem roku 200 vydláždit fórum (antika) a thermy (veřejné lázně) mramorem.

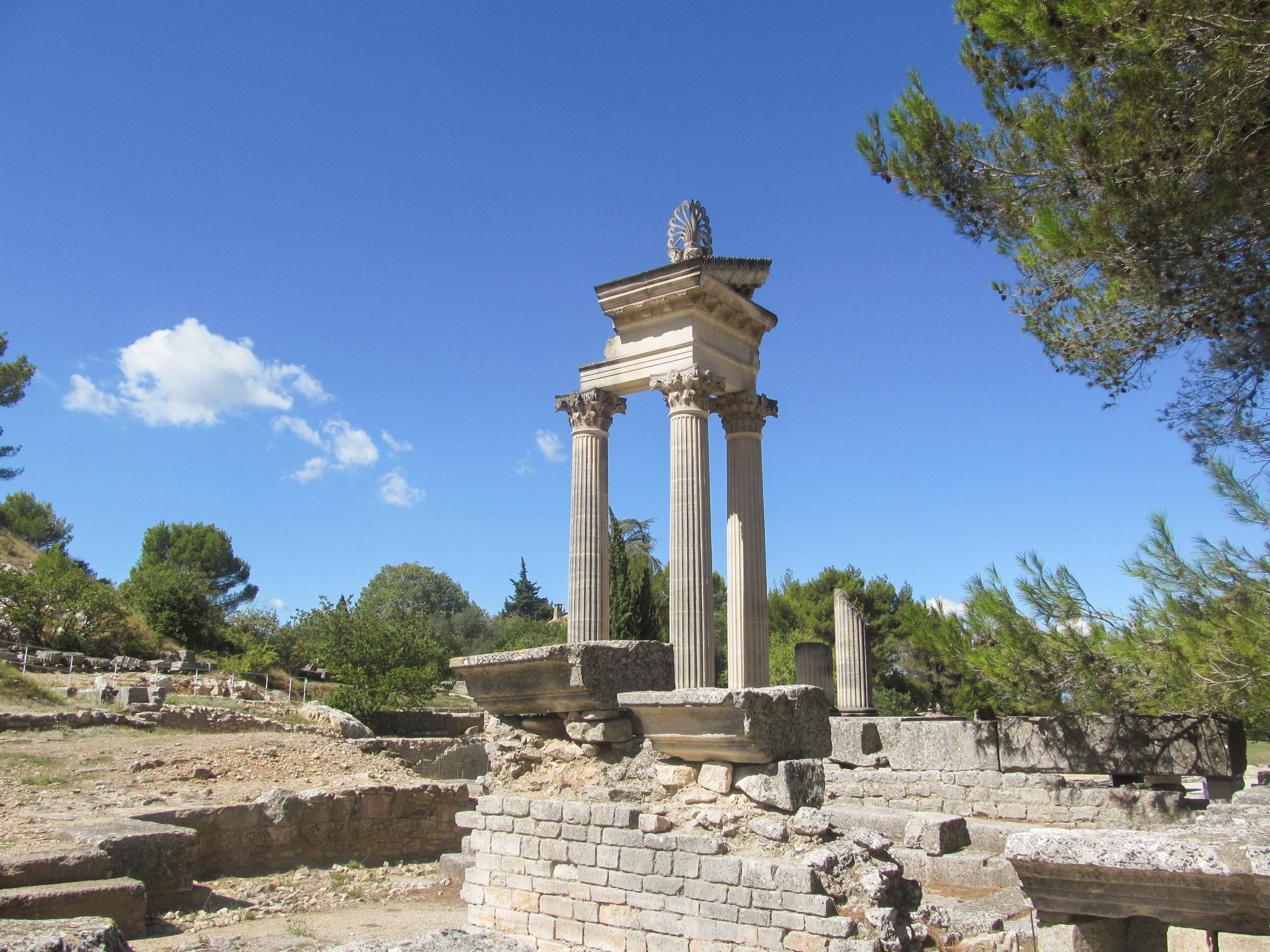
Restaurovaný "chrám dvojče" z doby cca 20 př. n. l. u prvního římského fóra

Po vpádu germánského kmene Alamanů bylo Glanum opuštěno. Jeho obyvatelé se přemístili na nedaleké místo jižněji a založili zde pozdější město Saint-Rémy-de-Provence. Ve 4. a 5. století se budovy Glanum rozebíraly na stavební kámen. V důsledku klimatických změn a zničení kanalizace se město postupně pokrylo nánosem hlíny. V 11. století vzniklo na kopci Mont Gaussier znovu opevněné sídlo, které po roce 1240 zaniklo.

## Objevování antického města
V roce 1564 navštívil Glanum král Karel IX. Francouzský. V 17. a 18. století se zde ojediněle nacházely sochy, nápisy a mince. Se systematickým výzkumem Glanum se začalo v roce 1921 pod vedením architekta Julese Formigé. Výzkumy v letech 1928–1969 jsou spojeny se jménem archeologa Henri Rollanda. Další výzkum byl zahájen roku 1982.

## Památky

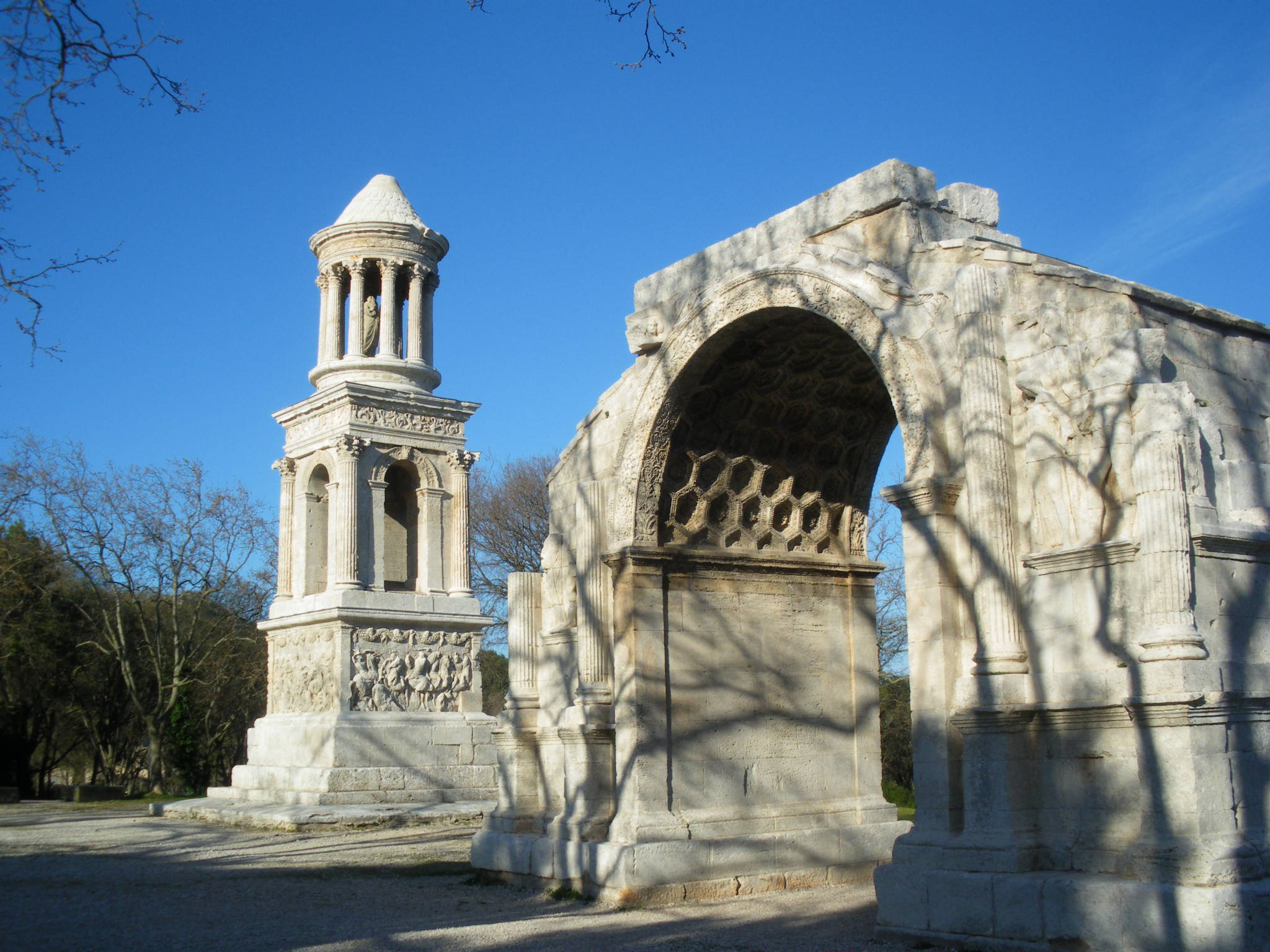
Triumfální oblouk a mauzoleum

V půdorysné nebo fragmentární podobě se v Glanum dochovalo množství památek z helénské a římské doby. Jedná se o obytné domy, chrámy, lázně, fóra, divadlo, radnici a mnoho dalších. Archeologické nálezy jako plastiky, mince, architektonické články a šperky jsou uloženy v muzeu Hôtel de Sade v Saint-Rémy-de-Provence. Nejlépe dochovanými stavbami jsou Mauzoleum a Triumfální oblouk.

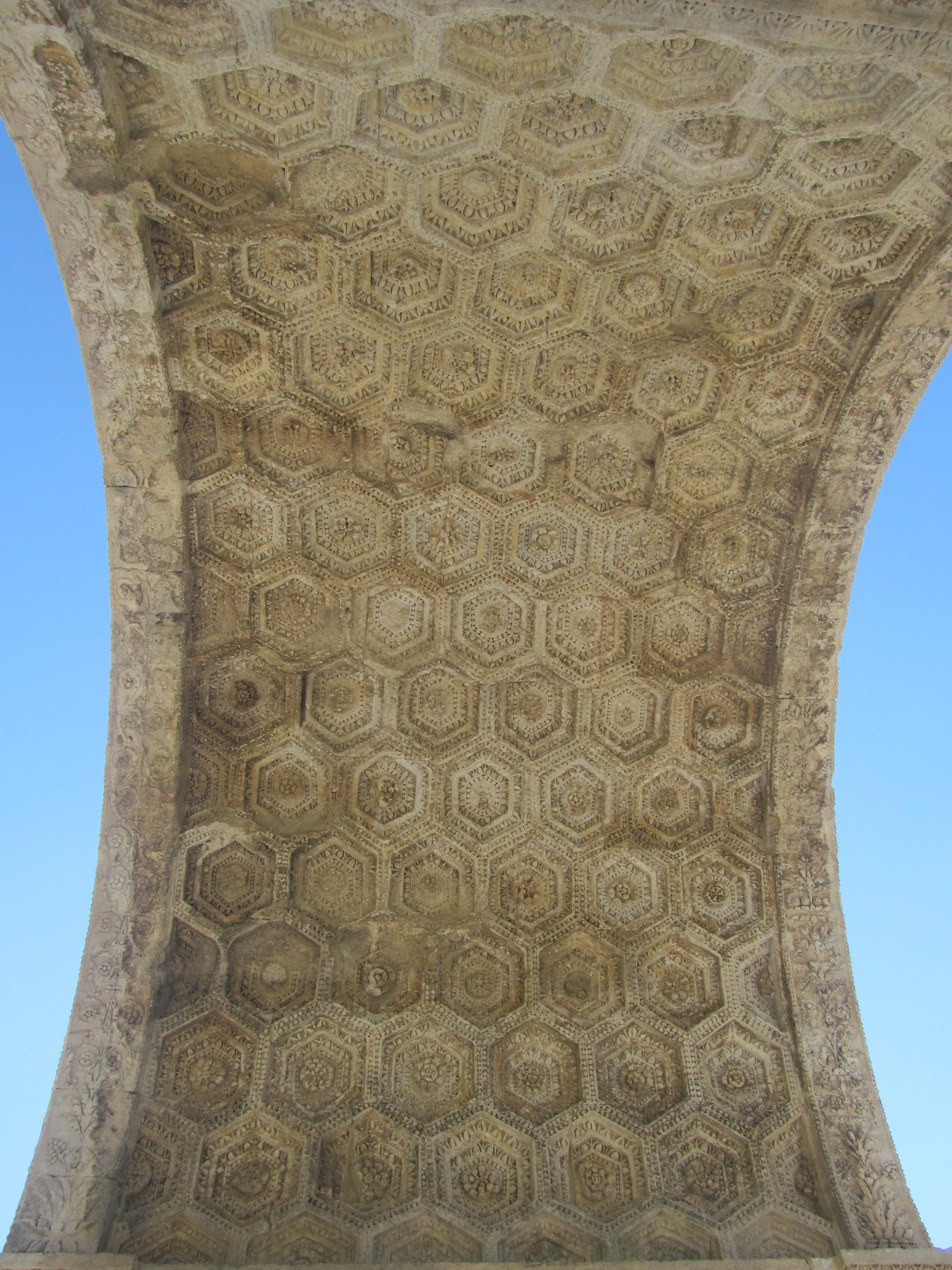
Kazetový strop triumfálního oblouku

Mauzoleum postavila rodina Juliů kolem roku 40 př. n. l. Nese nápis
SEX · M · L · IVLIEI · C · F · PARENTIBVS · SVEIS

Sextius, Marcus a Lucius Julius, synové Gaia, svým rodičům.

Na čtyřech stranách piedestalu jsou tyto výjevy: jezdecká bitva, bitva Řeků s Amazonkami, scéna z Trójské války z Illiady a lovecká scéna.
Triumfální oblouk byl postaven před rokem 14 př. n. l. a symbolizoval moc Říma a jeho autoritu. Má celkem 4 reliéfy, představující poražené a zajatce z válek s Římem a romanizované Kelty.
Archeologický areál Glanum je po zaplacení vstupného s výjimkou pondělků celoročně přístupný.